# Сражение при Фаттехабаде
Сражение при Фаттехабаде (англ. Battle of Futtehabad) — одно из сражений первого периода Второй англо-афганской войны, которое произошло 2 апреля 1879 года около Джелалабада. Небольшой отряд генерала Чарльза Гофа выступил к селению Фаттехабад чтобы рассеять отряды афганцев из племени хугиани и неожиданно столкнулся с отрядом примерно в 5000 человек. Афганцы занимали укреплённую позицию, но Гоф приказал атаковать. Ему удалось выманить противника из укреплений и разбить на открытой местности. Лейтенант Уолтер Гамильтон был награждён Крестом Виктории за отличие в этом сражении.

## Предыстория
В конце 1878 года британские войска заняли Хайберский проход, города Дакка, Джелалабад и Гандамак, и остались на этой позиции до весны. 24 февраля 1879 года в Джамруд прибыл главнокомандующий генерал Фредерик Хейнс, который 28 февраля посетил Джелалабад с инспекцией. Он остался доволен общим состоянием армии, но внёс коррективы в расположение войск, и теперь дивизия генерала Мода отвечала за всю линию коммуникаций между Джамрудом и Гандамаком. Генерал Браун, командир 1-й дивизии, начал готовиться к наступлению на Кабул, на тот случай, если Индийское правительство примет такое решение. 31 марта Брауну стало известно, что Азмутулла-Хан появился в Лагманской долине с большим количеством сторонников и собирает армию для нападения на британцев, а большой клан Хугиани появился около селения Фаттехабад. Это селение находилось в 17 милях к западу от Джелалабада. Браун решил не дожидаться их усиления, а разбить на стадии формирования. Для этого он приказал организовать три колонны с облегчёнными обозами: колонна майора Вуда должна была атаковать Азмутуллу-Хана в Лагманской долине, колонна Макферсона должна была выйти противнику в тыл, а колонне Чарльза Гофа было велено идти к Фаттехабаду и рассеять там хугианцев.
Колонна Макферсона первой выступила из Джелалабада и вошла в Лагманскую долину, но не обнаружила там противника и была вынуждена возвращаться. Колонна Вуда (эскадрон 10-го гусарского и 11-го собственного принца Уэльского бенгальского уланского полка) покинула лагерь через полчаса после Макферсона, но при попытке перейти ночью реку Кабул эскадрон 10-го гусарского был смыт течением. Из 75 человек эскадрона погибли 47 человек. Колонна Гофа, обеспокоенная этим известием, покинула лагерь 1 апреля в 01:00. Ночь была так темна, что колонну с трудом удалось построить и с трудом удавалось различать дорогу, но к рассвету колонна подошла на милю к Фаттехабаду. Селение было покинуто жителями, которые явно присоединились к хугианцам. Гоф приказал разбить лагерь. В 10:00 пришли последние пехотные части и артиллерия, а к ночи подтянулись обозы. Гоф потратил день на сбор информации, разослав патрули во всех направлениях.
Рано утро 2 апреля Гоф послал капитана Дэвидсона и 30 человек кавалерии Корпуса разведчиков к селению Худжа, главному селению племени хугиани, чтобы выявить их настроение. Дэвидсон доложил, что его отряд был обстрелян, а хугианцы стоят уже в 5-ти милях и явно готовятся к бою. Получив эти сведения, Гоф разместил наблюдательный пункт на высоте около лагеря, и в 13:00 оттуда сообщили, что хугианцы уже приближаются. Гоф оставил подполковника Макферсона, 300 человек пехоты и эскадрон кавалерии для охраны лагеря, а сам выступил навстречу противнику с тремя полками:
- 17-й пехотный полк[англ.], майор Брайнд, 210 чел.
- 27-й пенджабский бенгальский туземный пехотный полк[англ.], подп. Хьюджес, 220 чел.
- 45-й бенгальский туземный пехотный полк (сикхи Раттрея)[англ.], майор Вудрафф, 240 чел.

## Сражение
Когда Гоф приблизился к позиции хугианцев, к нему присоединился майор Виграм Бетти с кавалерией Корпуса разведчиков. Обнаружилось, что противник занял укреплённую позицию на высоте, которая была обращена крутыми склонами к Гандамакской дороге. Фланги позиции упирались в скальные обрывы. Фронтальная атака такой позиции была бессмысленной, а для флангового обхода у Гофа не хватало людей, поэтому он решил выманить кугианцев на равнину. По его приказу кавалерия и артиллерия подошли примерно на милю к противнику, затем кавалерия остановилась, а артиллеристы подошли ещё ближе, развернули орудия, дали несколько залпов, потом свернулись и стали отходить. Гоф предположил, что бросятся преследовать артиллеристов, спустятся со своей высоты, и тогда уже не смогут быстро вернуться обратно. Одновременно он скрытно отправил пехоту влево по глубокой низине, чтобы она оттуда атаковала правый фланг противника.
План Гофа сработал, афганцы спустились с высоты, рассчитывая захватить орудия, и тогда британская пехота вышла из низины на их фланге: 17-й и 27-й полки развернулись в боевую линию, а 45-й оставался в резерве. Гоф в это время передал лорду Ральфу Керру (командиру 10-го гусарского) командование кавалерией и артиллерией, а сам отправился искать место, с которого он мог был координировать действия пехоты. Афганцы между тем прорвались к пехотинцам и вступили в рукопашную, но их атака была отбита и они стали отступать. Лорд Керр увидел подходящий случай для атаки, и послал в бой 10-й гусарский и кавалерию разведчиков.
Кавалерия корпуса разведчиков прошла всего несколько сотен метров, как их командир майор Виграм Бетти был ранен пулей в левое бедро. Со словами «Прими их, Уолтер, мой мальчик», он сдал командование лейтенанту Уолтеру Гамильтону, спешился и пошёл в тыл, но ещё одна пуля попала ему в грудь и убила наповал.
Кавалерия гнала афганцев назад к линии укреплений, и далее за линию, и только на основной высоте лорд Керр остановил атаку, чтобы привести кавалерию в порядок. Гоф в это время вёл на высоту пехоту, и в итоге соединился с Керром. Несколько орудий были размещены на высоте, откуда открывали огонь по тем группам противника, которые ещё сохраняли формацию.

## Последствия
Сражение прекратилось в 17:00 и Гоф отвёл отряд в лагерь. Через день генерал Браун передал местным вождям, что если они продолжат создавать проблемы, то их крепости будут разрушены. Это сообщение осталось без ответа, поэтому 4 апреля Гоф подошёл к крепости Худжа. Здесь он сообщил местным вождям, что если они сдадутся, он не предпримет никаких враждебных действий. Это сообщение тоже осталось без ответа, и тогда Гоф взорвал крепость Худжа. Тогда афганские вожди обещали сдаться, если Гоф больше не будет ничего взрывать. 6 апреля афганские вожди встретились в Гофом в Фаттехабаде и заключили мирное соглашение, которое не нарушали до конца войны и даже присылали британцам строительные отряды. Сражение при Фаттехабаде и мир с хугианцами обеспечили британской армии безопасный тыл, поэтому 12 апреля генерал Браун возобновил наступление и 14 апреля занял Гандамак. Но Фаттехабадская победа привела к затишью только к западу от Джелалабада, а к востоку от города продолжались волнения, которые привели к столкновению у Кам-Дакки 22 апреля.
Тело майора Бетти во избежание осквернения было решено переправить в Джалалабад и далее в Индию, и командование собиралось вызвать повозку, но рядовые корпуса разведчиков заявили, что «нашего сагиба понесём мы, солдаты, и никто другой», и сами за ночь отнесли его в тыл.
15 мая 1879 года индийское правительство представило лейтенанта Гамильтона к награждению Крестом Виктории, но 6 августа ему было отказано, так как его поступок не соответствовал правилам награждения. Но лорд Грэнбрук заявил, что его поступок аналогичен тем, за которые были награждены ранее капитан Джон Кук и лейтенант Реджинальд Харт. Было принято решение о награждении, но 3 сентября Гамильтон был убит во время осады британского резидентства в Кабуле, поэтому, чтобы не создавать прецедента посмертного награждения, королева Виктория 28 сентября присвоила ему награду задним числом от 1 сентября. Это было 12-е посмертное награждение Крестом Виктории в истории.

### Потери
В этом сражении британцы потеряли 6 человек убитыми: майора Виграма Бетти, лейтенанта Николаса Вайсмана (17-й пехотный) и капитана (рисалдара) корпуса разведчиков Махмонд-хана. Кроме них, погиб сержант и рядовой корпуса разведчиков и рядовой 17-го пехотного. Были легко ранены 4 офицера-индийца корпуса разведчиков и 36 рядовых. Была потеряна 31 лошадь.
Военный историк, автор трёхтомного исследования по данной войне, полковник Ханна писал, что в этом сражении афганцы потеряли не менее 300 убитыми, и втрое большее количество ранеными. По словам Янгхасбанда, афганцы потеряли 400 человек (не уточняя, убитыми или ранеными).